# 매직샌드

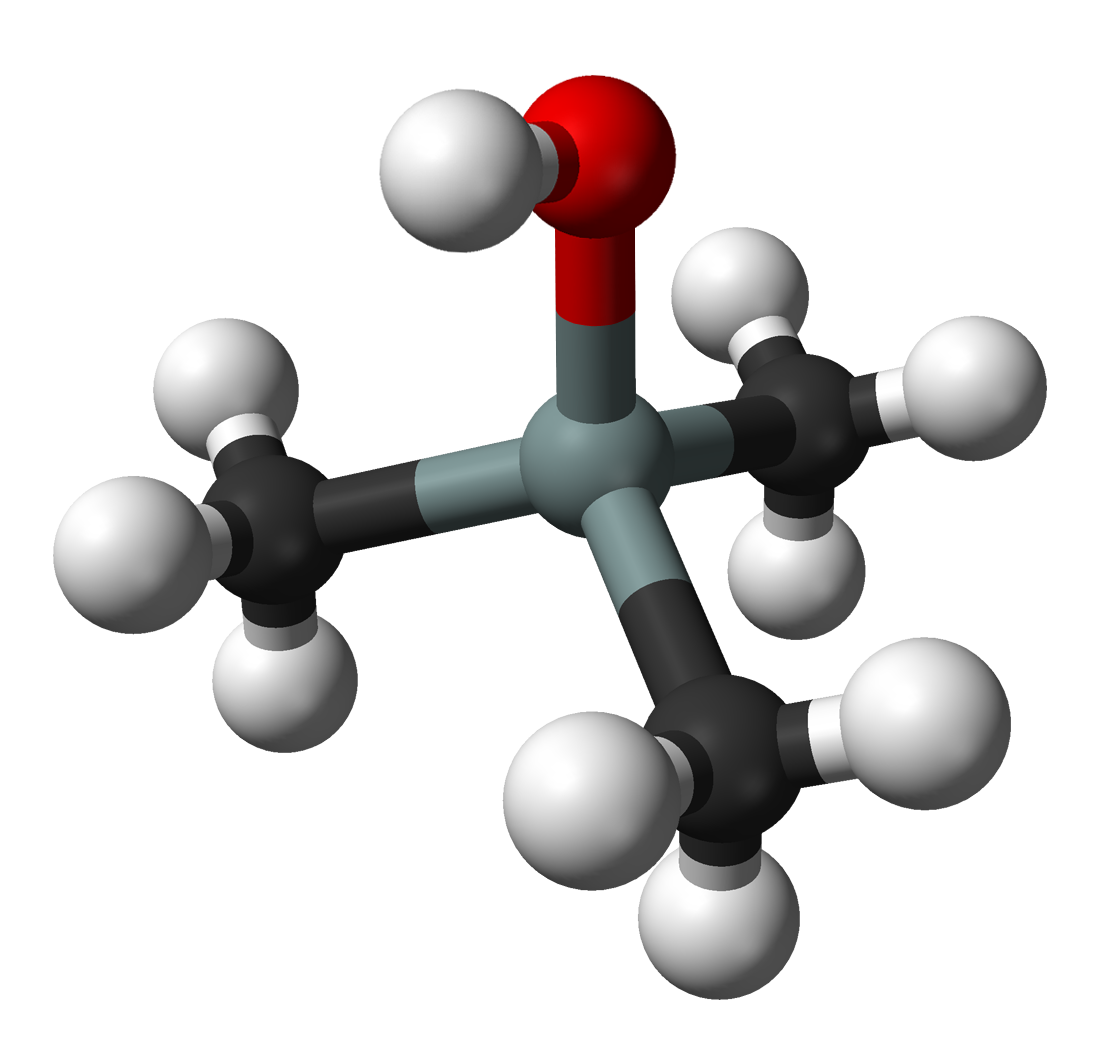
트라이메틸실란올

매직샌드(Magic sand)는 소수성 물질을 코팅한 모래다. 트라이메틸실란올과 실리카 모래를 반응시키면 트라이메틸실릴기가 달라붙고 물이 떨어져나온다. 원래 기름 유출을 제거하려고 개발됐지만 그러기에는 비싸서 장난감 등으로 팔리고 있다. 물에 젖지 않는다.